# Lepanthes proctorii
Lepanthes proctorii là một loài thực vật có hoa trong họ Lan. Loài này được Garay & Hespenh. mô tả khoa học đầu tiên năm 1968.